# Sombreffe

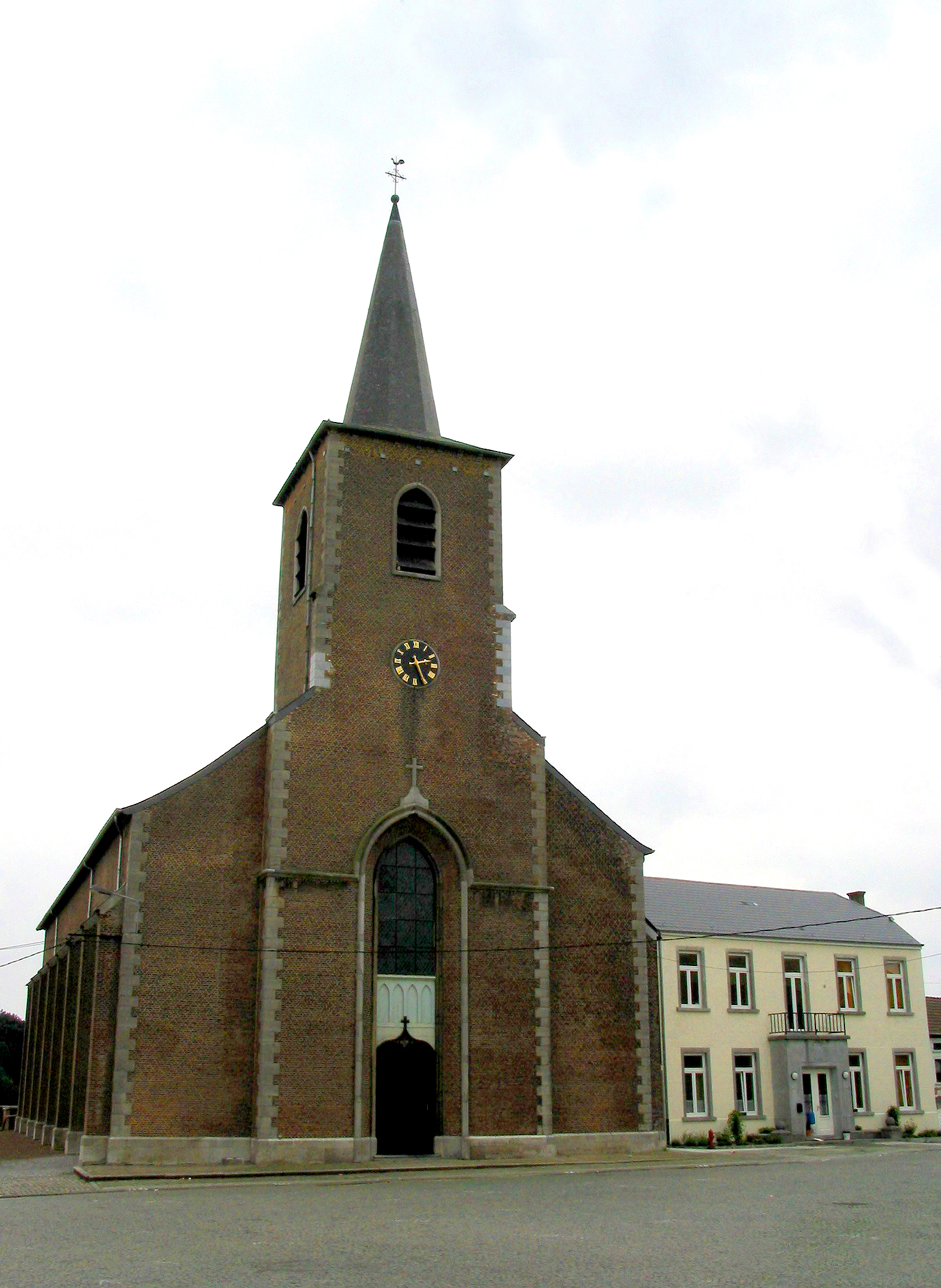
La Iglesia de Nuestra Señora de la Asunción (1858).

Sombreffe (en valón: Sombrefe) es un municipio belga de la provincia de Namur.

## Datos
- Población: A 1 de enero de 2019, la población total es de 8.440 habitantes.
- Superficie: 35,78 km²
- Densidad: 235,89 habitantes por km².

## Geografía

### Secciones del municipio
El municipio comprende los antiguos municipios, que se fusionaron en 1977:
| - Sombreffe - Tongrinne - Ligny - Boignée |

## Demografía

### Evolución
Todos los datos históricos relativos al actual municipio, el siguiente gráfico refleja su evolución demográfica, incluyendo municipios después de efectuada la fusión el 1 de enero de 1977.

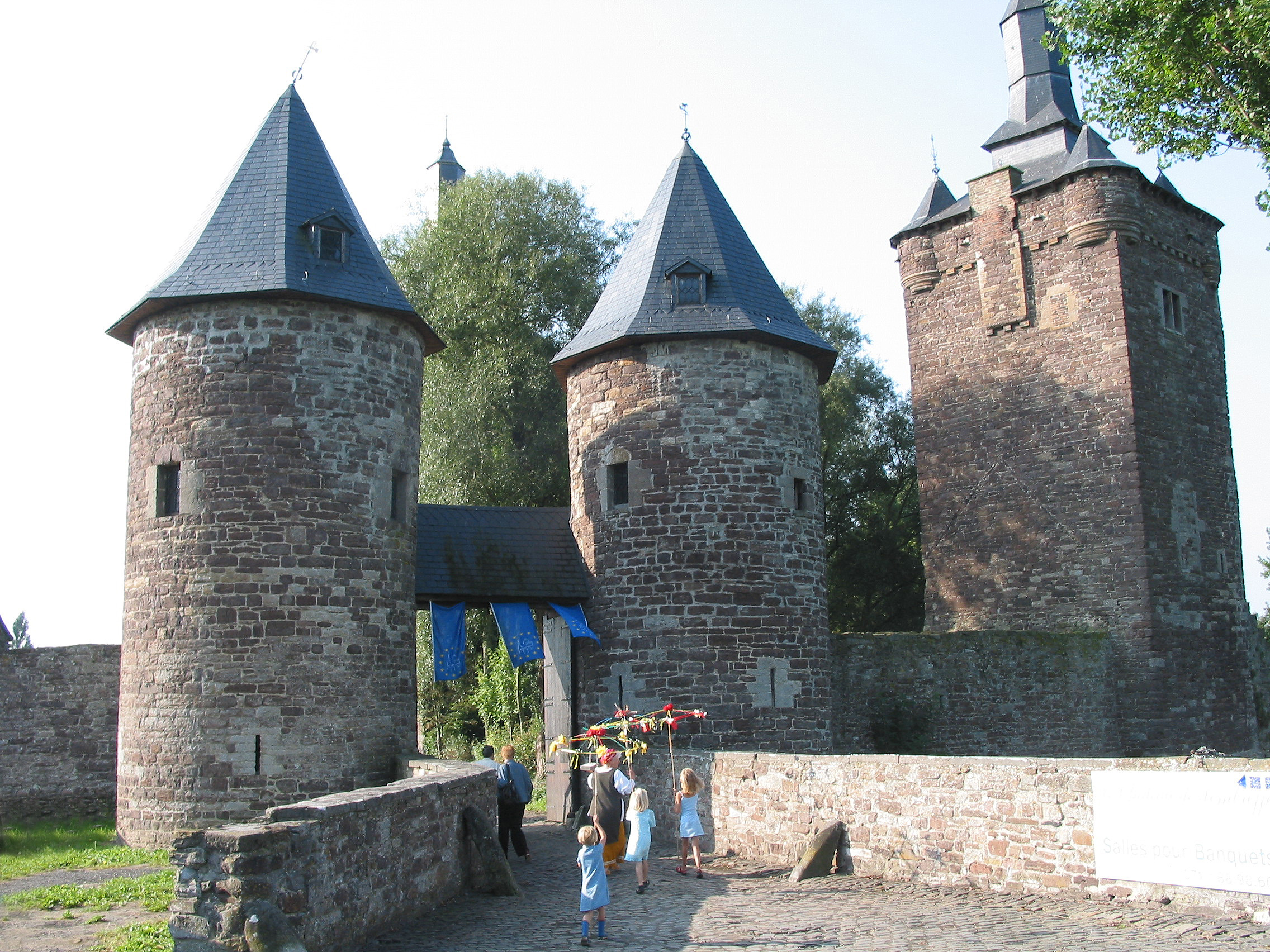
El Castillo de Sombreffe (siglos XIII-XV).

| Gráfica de evolución demográfica de Sombreffe entre 1846 y 2020 |
|                                                                 |

## Etimología
El nombre de Sombreffe encuentra su origen en la palabra francesa Sombre. Nombre llevado antiguamente por el riachuelo Son que atraviesa el municipio.

## Turismo
El Castillo de Sombreffe es el mayor castillo de la Provincia de Namur y constituye un lindo conjunto arquitectural de la Edad Media.